# SheBelieves Cup 2023
Navigation
Édition précédente Édition suivante
La SheBelieves Cup 2023 est la huitième édition de la SheBelieves Cup, un tournoi de football féminin sur invitation qui se déroule aux États-Unis. Il a lieu du 16 au 22 février 2023.
Les États-Unis défendent avec succès leur trophée, remportant leur sixième titre, dont la quatrième d'affilée. Mallory Swanson est la meilleure buteuse avec quatre réalisations et nommée meilleure joueuse du tournoi.

## Format
La compétition est organisée par la Fédération des États-Unis de soccer,.
Contrairement au format d'un tableau avec phases éliminatoires comme celui de l'Algarve Cup, les quatre sélections invitées à la SheBelieves Cup s'affrontent toutes entre-elles au sein d'une poule unique. Le classement des équipes suit la formule standard de trois points pour une victoire, un point pour un match nul et zéro point pour une défaite. Les équipes à égalité de points seraient départagée par la différence de buts,,.

## Équipes
Rassemblant le Brésil, le Canada, les États-Unis et le Japon,,,. Les participants utiliseront ce tournoi comme une préparation importante à la Coupe du monde cinq mois seulement avant le coup d’envoi de la compétition en Australie et en Nouvelle-Zélande. Les États-Unis remportent la compétition à cinq reprises et cherchent à remporter leur quatrième titre consécutif.
| Équipe     | Classement FIFA (décembre 2022) |
| ---------- | ------------------------------- |
| Brésil     | 9                               |
| Canada     | 6                               |
| États-Unis | 1                               |
| Japon      | 11                              |

## Villes et stades
Les rencontres se déroulent à l'Exploria Stadium d'Orlando, au Geodis Park de Nashville et au Toyota Stadium de Frisco,,.
La compétition débute le jeudi 16 février à l'Exploria Stadium avec le Japon qui affronte le Brésil puis les États-Unis jouent contre le Canada,. Le tournoi reprend le dimanche 19 février, la compétition se déplace au Geodis Park avec les États-Unis qui disputent le premier match de la journée contre le Japon et le Brésil affronte le Canada dans la soirée,. Le tournoi se termine le mercredi 22 février au Toyota Stadium, avec le match Canada contre Japon puis la rencontre États-Unis contre le Brésil en fin de journée,.
| Frisco Texas                   | Nashville Tennessee | Orlando Floride   |
| ------------------------------ | ------------------- | ----------------- |
| Toyota Stadium                 | Geodis Park         | Exploria Stadium  |
| Capacité : 19 096              | Capacité : 30 000   | Capacité : 25 500 |
|                                |                     |                   |
| \| Frisco Nashville Orlando \| |                     |                   |
| Frisco Nashville Orlando       |                     |                   |

## Déroulement du tournoi

### Classement
| Rang | Équipe     | Pts | J | G | N | P | Bp | Bc | Diff |
| ---- | ---------- | --- | - | - | - | - | -- | -- | ---- |
| 1    | États-Unis | 9   | 3 | 3 | 0 | 0 | 5  | 1  | +4   |
| 2    | Japon      | 3   | 3 | 1 | 0 | 2 | 3  | 2  | +1   |
| 3    | Brésil     | 3   | 3 | 1 | 0 | 2 | 2  | 4  | -2   |
| 4    | Canada     | 3   | 3 | 1 | 0 | 2 | 2  | 5  | -3   |

### Résultats
1re journée
| 16 février 2023    | Japon      | 0 - 1   | Brésil               | Exploria Stadium, Orlando | |
| 16h (heure locale) |            | (0 - 0) | 72e Debinha (Marta ) | Spectateurs : 6 453 Arbitrage : Tori Penso (en) Arbitres assistants : Brooke Mayo Meghan Mullen Quatrième arbitre : Alexandria Billeter | Spectateurs : 6 453 Arbitrage : Tori Penso (en) Arbitres assistants : Brooke Mayo Meghan Mullen Quatrième arbitre : Alexandria Billeter |
| 16h (heure locale) | Miyake 60e | Rapport |                      | Spectateurs : 6 453 Arbitrage : Tori Penso (en) Arbitres assistants : Brooke Mayo Meghan Mullen Quatrième arbitre : Alexandria Billeter | Spectateurs : 6 453 Arbitrage : Tori Penso (en) Arbitres assistants : Brooke Mayo Meghan Mullen Quatrième arbitre : Alexandria Billeter |

| 16 février 2023    | États-Unis                         | 2 - 0   | Canada                      | Exploria Stadium, Orlando | |
| 19h (heure locale) | ( Morgan) Swanson 7e · Swanson 34e | (2 - 0) |                             | Spectateurs : 14 697 Arbitrage : Katia García (de) Arbitres assistants : Karen Díaz (de) Enedina Caudillo Quatrième arbitre : Katja Koroleva | Spectateurs : 14 697 Arbitrage : Katia García (de) Arbitres assistants : Karen Díaz (de) Enedina Caudillo Quatrième arbitre : Katja Koroleva |
| 19h (heure locale) |                                    | Rapport | 64e Fleming · 82e Hellstrom | Spectateurs : 14 697 Arbitrage : Katia García (de) Arbitres assistants : Karen Díaz (de) Enedina Caudillo Quatrième arbitre : Katja Koroleva | Spectateurs : 14 697 Arbitrage : Katia García (de) Arbitres assistants : Karen Díaz (de) Enedina Caudillo Quatrième arbitre : Katja Koroleva |

Le Brésil remporte la première rencontre de la huitième édition de la SheBelieves Cup, face au Japon sur le score d'un but à zéro,. La légende Brésilienne Marta, fait un retour triomphal en sélection délivrant une passe décisive à Debinha, qui donne la victoire à la Seleção,. Les Japonaises ne réussirent pas à égaliser. 
Puis, les tenants du titre, les États-Unis gagnent sur le score de deux buts à zéro, face au Canada, championne olympique en titre,. Lors de l’interprétation des hymnes nationaux, les Canadiennes arboraient des t-shirts avec le message « Trop c’est trop ». Elles portent également un ruban violet aux poignets pendant le match,,. Mallory Swanson inscrit un doublé en début de première mi-temps,.
2e journée
| 19 février 2023      | États-Unis            | 1 - 0   | Japon | Geodis Park, Nashville | |
| 14h30 (heure locale) | ( Morgan) Swanson 45e | (1 - 0) |       | Spectateurs : 25 471 Arbitrage : Myriam Marcotte (de) Arbitres assistants : Mijensa Rensch Gabrielle Lemieux Quatrième arbitre : Alyssa Nichols | Spectateurs : 25 471 Arbitrage : Myriam Marcotte (de) Arbitres assistants : Mijensa Rensch Gabrielle Lemieux Quatrième arbitre : Alyssa Nichols |
| 14h30 (heure locale) | Kornieck (en) 85e     | Rapport |       | Spectateurs : 25 471 Arbitrage : Myriam Marcotte (de) Arbitres assistants : Mijensa Rensch Gabrielle Lemieux Quatrième arbitre : Alyssa Nichols | Spectateurs : 25 471 Arbitrage : Myriam Marcotte (de) Arbitres assistants : Mijensa Rensch Gabrielle Lemieux Quatrième arbitre : Alyssa Nichols |

| 19 février 2023      | Brésil      | 0 - 2   | Canada                            | Geodis Park, Nashville | |
| 17h30 (heure locale) |             | (0 - 1) | 31e Gilles (Fleming ) · 71e Viens | Spectateurs : 6 502 Arbitrage : Katja Koroleva Arbitres assistants : Kathryn Nesbitt (de) Felisha Mariscal Quatrième arbitre : Danielle Chesky | Spectateurs : 6 502 Arbitrage : Katja Koroleva Arbitres assistants : Kathryn Nesbitt (de) Felisha Mariscal Quatrième arbitre : Danielle Chesky |
| 17h30 (heure locale) | Vitória 88e | Rapport | 42e Buchanan · 90e Sinclair       | Spectateurs : 6 502 Arbitrage : Katja Koroleva Arbitres assistants : Kathryn Nesbitt (de) Felisha Mariscal Quatrième arbitre : Danielle Chesky | Spectateurs : 6 502 Arbitrage : Katja Koroleva Arbitres assistants : Kathryn Nesbitt (de) Felisha Mariscal Quatrième arbitre : Danielle Chesky |

Mallory Swanson donne la victoire à son équipe en inscrivant l'unique but du match et Casey Murphy réalise également deux arrêts décisifs,. Les Stars and Stripes enchaînent une seconde victoire face au Nadeshiko Japan, lors de la deuxième journée de la compétition,. C'est le quatrième match consécutif que le Japon n'a pas inscrit de but. 
Les Rouges se relancent dans la compétition, en remportant leur première victoire face à la Seleção,. Le Canada remonte à la deuxième place du classement, derrière le pays hôte, les États-Unis,. Vanessa Gilles inscrit le premier but du match durant la première mi-temps, puis Évelyne Viens a doublé l'avance en inscrivant un second but. Kailen Sheridan réalise deux arrêts importants,.
3e journée
| 22 février 2023    | Canada       | 0 - 3   | Japon                                                               | Toyota Stadium, Frisco | |
| 15h (heure locale) |              | (0 - 2) | 26e Seike (Kobayashi ) · 41e (pen.) Hasegawa · 77e Endo (Miyazawa ) | Spectateurs : 6 975 Arbitrage : Danielle Chesky Arbitres assistants : Jennifer Garner Tiff Turpin Quatrième arbitre : Katja Koroleva | Spectateurs : 6 975 Arbitrage : Danielle Chesky Arbitres assistants : Jennifer Garner Tiff Turpin Quatrième arbitre : Katja Koroleva |
| 15h (heure locale) | Lawrence 53e | Rapport | 84e Minami                                                          | Spectateurs : 6 975 Arbitrage : Danielle Chesky Arbitres assistants : Jennifer Garner Tiff Turpin Quatrième arbitre : Katja Koroleva | Spectateurs : 6 975 Arbitrage : Danielle Chesky Arbitres assistants : Jennifer Garner Tiff Turpin Quatrième arbitre : Katja Koroleva |

| 22 février 2023    | États-Unis                            | 2 - 1   | Brésil                       | Toyota Stadium, Frisco | |
| 18h (heure locale) | Morgan 45+3e · ( Lavelle) Swanson 63e | (1 - 0) | 90e Ludmila (Bruninha (en) ) | Spectateurs : 17 784 Arbitrage : Marie-Soleil Beaudoin Arbitres assistants : Chantal Boudreau Stephanie-Dale Yee-Sing Quatrième arbitre : Alyssa Nichols | Spectateurs : 17 784 Arbitrage : Marie-Soleil Beaudoin Arbitres assistants : Chantal Boudreau Stephanie-Dale Yee-Sing Quatrième arbitre : Alyssa Nichols |
| 18h (heure locale) | Sullivan 41e                          | Rapport | 34e Kerolin · 70e Adriana    | Spectateurs : 17 784 Arbitrage : Marie-Soleil Beaudoin Arbitres assistants : Chantal Boudreau Stephanie-Dale Yee-Sing Quatrième arbitre : Alyssa Nichols | Spectateurs : 17 784 Arbitrage : Marie-Soleil Beaudoin Arbitres assistants : Chantal Boudreau Stephanie-Dale Yee-Sing Quatrième arbitre : Alyssa Nichols |

Lors de la dernière journée, les Japonaises battent le Canada sur le score de trois buts à zéro. Le Japon met fin à sa série de quatre défaites,. Kiko Seike ouvre le score en début du match, mais la gardienne canadienne Sabrina D'Angelo se blesse en tentant de faire l’arrêt. Puis, Yui Hasegawa creuse l’écart avant la mi-temps et Jun Endo inscrit le dernier but de la rencontre,.
La dernière rencontre de l'édition 2023, voit la victoire des États-Unis face au Brésil. Les Américaines remportent leur sixième titre, la quatrième d’affilée. Alex Morgan ouvre le score dans le temps additionnel de la première période et Mallory Swanson inscrit le second but — son quatrième but du tournoi — des Stars and Stripes. L’attaquante des Red Stars de Chicago a marqué son huitième but en six matches,. Le Brésil réduit l’écart à la 90e minute par l’intermédiaire de Ludmila, les États-Unis encaissent leur premier et seul but de la compétition,,. Mallory Swanson est la meilleure buteuse avec quatre réalisations et nommée meilleure joueuse du tournoi,. Le Japon termine deuxième, grâce à une meilleure différence de buts que le Brésil et le Canada, troisièmes et quatrièmes de ce tournoi.

### Liste des buteuses
4 buts     
- Mallory Swanson

1 but  
- Debinha
- Ludmila
- Vanessa Gilles
- Évelyne Viens
- Jun Endo
- Yui Hasegawa (sur pénalty)
- Kiko Seike
- Alex Morgan